# Policía Federal Argentina
La Policía Federal Argentina (PFA) es una de las Fuerzas Federales de Seguridad de la República Argentina. Depende del Ministerio de Seguridad (MINSEG) y cuenta con Unidades Operativas Federales en todas las provincias y en la Ciudad de Buenos Aires.
Fue creada el 24 de diciembre de 1943 y entró en funciones el 1 de enero de 1945. Investiga delitos de carácter nacional y trabaja habitualmente de forma articulada con las policías provinciales. Desde su creación y hasta el 31 de diciembre de 2016 ejerció además las funciones de policía local en la ciudad de Buenos Aires. En esa fecha fue reemplazada en esas funciones por la Policía de la Ciudad, formada mediante la fusión de algunas superintendencias de la PFA con la Policía Metropolitana de Buenos Aires.

## Historia

### Antecedentes
Entre 1822 y 1880 la seguridad de la Provincia de Buenos Aires estuvo a cargo de la Policía de Buenos Aires. En 1880 sucede la federalización de la ciudad de Buenos Aires, con la cual pasa a ser la capital del país y la provincia traslada su capital a La Plata. Esto motiva que la policía, que hasta ese momento había servido a la provincia y a la ciudad por igual, se divida en dos: la Policía de la Provincia de Buenos Aires y la Policía de la Capital (1880-1943).
 

En los años 1940 el entonces jefe de Policía coronel Emilio Ramírez designa una comisión integrada por el comisario inspector Eugenio Salcedo, el abogado Víctor Jiménez y el comisario Enrique Fentanes. El objetivo de esta comisión era el de estudiar los antecedentes y la legislación de otros países con respecto a las fuerzas de seguridad nacionales. Fue así que estos le presentaron a Ramírez un proyecto para la creación de la Policía Federal Argentina el 8 de noviembre de 1943, quien ante la extensa exposición de motivos, la compilación de información doctrinaria y jurisprudencial, elevó el proyecto al Poder Ejecutivo Nacional.

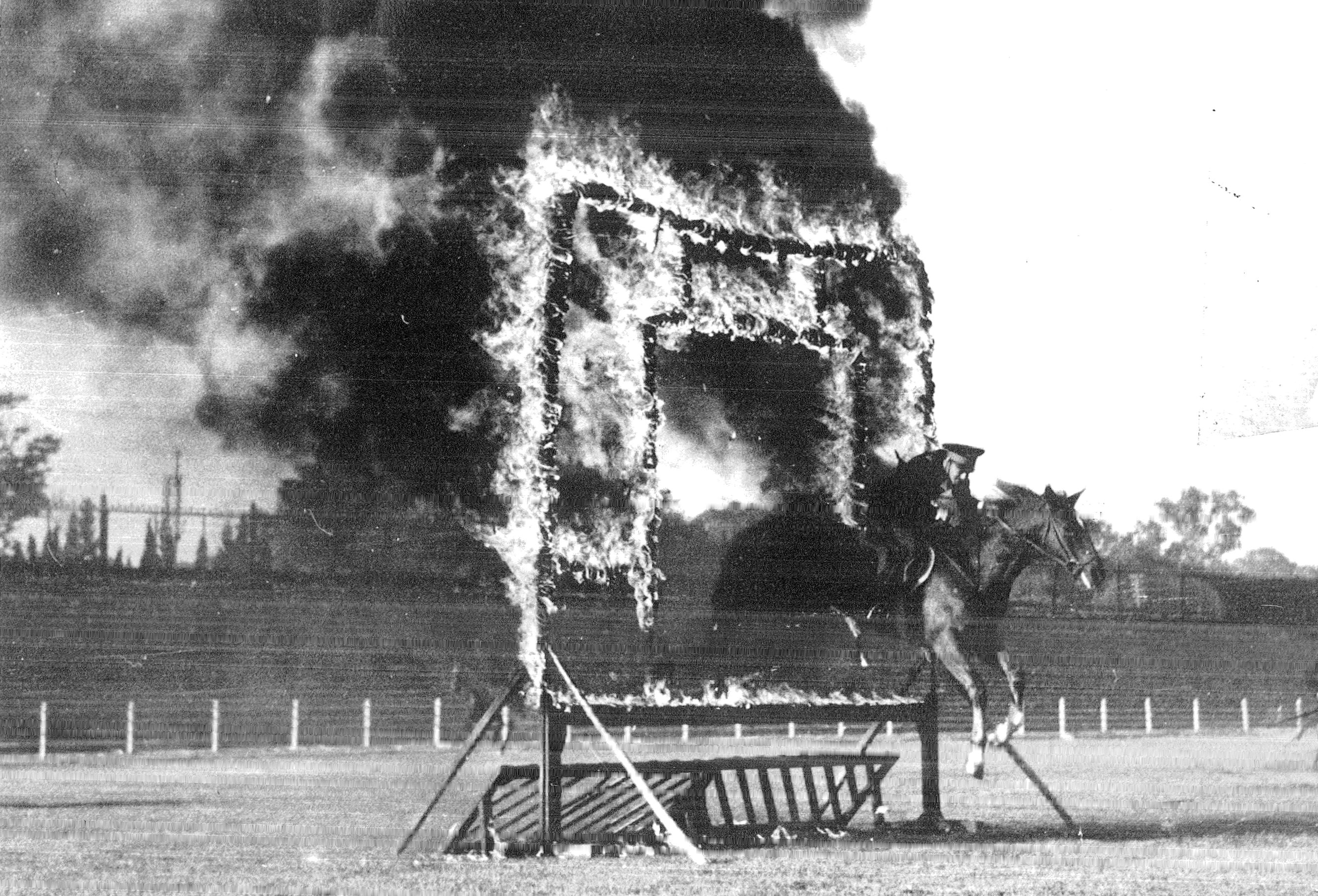
Oficial de la Policía Montada saltando a través de un arco de fuego.

### Creación de la Policía Federal Argentina
En base al trabajo de la comisión asesora, el entonces presidente de facto Pedro Pablo Ramírez sancionó el 24 de diciembre de 1943 el decreto 17.750 disponiendo la creación de la Policía Federal Argentina. A partir de la publicación en el Boletín Oficial del decreto comenzó a funcionar de forma progresiva la PFA, tomando las funciones que hasta ese momento eran competencia de la Policía de la Capital argentina.
En principio, y para no caer en el caos que conlleva un cambio de estas magnitudes, se mantuvo el eje central de la fuerza y se creó la llamada “Rama Federal”, la cual fue haciéndose cada vez más grande con el pasar del tiempo. Unas de las primeras tareas en pasar a ser parte de la Rama Federal fueron la Custodia Presidencial y la Seguridad de la Casa de Gobierno, el 7 de febrero de 1944. Sin embargo el Jefe de la institución quiso acelerar los tiempos del traspaso, tanto es así que hizo cambiar el encabezado de la Orden del Día, el cual pasó de ser “República Argentina, Ministerio del Interior, Policía de la Capital” a "República Argentina, Ministerio del Interior, Policía Federal", lo cual no se utiliza durante mucho tiempo, ya que su sucesor restauraría la antigua inscripción.
Uno de los puntos de inflexión en cuanto a la unificación de ambas fuerzas vino el 10 de marzo de 1944 en un Decreto del Poder Ejecutivo Nacional en el que se declinaba la dependencia directa del Presidente de la Nación, anteponiendo la figura del Ministro del Interior. Otro de los puntos importantes comprendidos por el mismo Decreto fue la unificación del Subjefe de Policía, que hasta el momento solo cumplía con ese rol en cuanto a lo que refería a la Policía de la Capital, pasando desde esa fecha a ser Subjefe de la Policía Federal.
Pero fue sin lugar a dudas el accionar del General de Brigada Juan Filomeno Velazco, sucesor de Ramírez, lo que terminó por destrabar lo que hacia septiembre de 1944 ya se había transformado en un conflicto jurisdiccional y orgánico. El 24 de octubre de 1944, Velazco presentó al Poder Ejecutivo Nacional un proyecto que consistía en derogar el Decreto 17.750 y propiciar la sanción de otro estatuto que convirtiera a la Policía de la Capital en Policía Federal, y conservar parte de la primera como un organismo que funcionara dentro de la segunda, argumentando que la Policía de la Capital carecía de fundamentos legales para su existencia y que si la Policía Federal continuaba la línea de esta, caería en los mismos vicios, es decir, se vería envuelta en un vació de fundamentos legales que avalaran su funcionalidad. Velazco logró convencer al Presidente Edelmiro J. Farrell —que había sucedido en el cargo a Pedro Ramírez— quien el día 9 de diciembre de ese mismo año promulgó el Decreto 33.265, que establecía el cese de funciones de la Policía de la Capital a partir del 1 de enero de 1945.
El 1 de enero de 1945 y como lo establecía el Decreto 33.265 desaparece la Policía de la Capital y comienza a cumplir funciones de manera independiente la Policía Federal Argentina. Si bien en la teoría la anterior fuerza había desaparecido, era en realidad los cimientos de la nueva, por lo que la mayoría de su personal continuó en actividad como parte de la Policía Federal. Uno de los pilares de la nueva fuerza fue el de incrementar notablemente la presencia en el interior del país, por lo que se dispuso la creación de nuevas “Delegaciones” y “Subdelegaciones”. Ya en tiempos de la coexistencia de ambas fuerzas habían comenzado a funcionar algunas como parte de la “Rama Federal”. En el ámbito de la ciudad de Buenos Aires (por entonces un distrito federal), la nueva organización llevó a la creación de cinco nuevas comisarías, pasando a ser un total de cincuenta para 1946. Asimismo, se continuó con el esquema tradicional de "circunscripciones" para el control de las comisarías, creándose una más y pasando a ser seis en total.

### sigloXX(1945-1999)
En 1958, se creó la Sección Interpol. El Servicio Radioeléctrico amplió su proyección y llegó a Francia, Europa, e implementó comunicaciones directas con la ciudad de París, la cual era cabecera de Interpol para el mundo. El 22 de enero de 1962 inició sus labores en Argentina la Oficina Central Nacional de Interpol (OCN), desarrollando desde aquel entonces sus actividades de colaboración internacional.
Durante la última dictadura militar (1976-1983) funcionó un centro clandestino de detención en el edificio de la Superintendencia de Seguridad Federal (también conocida como Coordinación Federal) de la Policía Federal, en la ciudad de Buenos Aires. Allí también funcionaba el «Grupo de tareas 2» (GT 2), encargado de acciones clandestinas de represión en la ciudad de Buenos Aires y que también aportaba personal a otros grupos como el de la ESMA. El 2 de julio de 1976 se produce un atentado de la organización Montoneros contra la Superintendencia. Un artefacto explosivo estalló causando la muerte de 23 personas y 60 heridos.
En el período 1945-1999 se crearon tres nuevas comisarías, siendo las número 51, 52, inauguradas en 1976 y la 53 en 1999.
En 1978 se crea el Grupo Especial Uno (GE-1) para contribuir con la seguridad durante la Copa Mundial de Fútbol que se estaba desarrollando en el país. En 1988 se cambió su nombre a Policía del Grupo de Operaciones. 
En abril de 1979 se promulga la ley para el personal de la policía federal. En esta ley se estipulan los deberes, derechos y obligaciones de los empleados de la fuerza, así como el escalafón y la forma de ingreso y retiro.
En 1994, tras el Atentado a la AMIA, se crea el Grupo Especial de Operaciones Federales (GEOF), que actúa en contraterrorismo, narcotráfico y situaciones de rescate de rehén. Debido a la aparición del GEOF, el GE-1 redujo su tamaño, aunque la unidad fue reactivada en 2002. 

### sigloXXI
La PFA cuenta actualmente con más de 65.000 integrantes, entre personal armado, de apoyo y civiles de investigaciones.

#### Traspaso de personal a la Policía de la Ciudad de Buenos Aires
El 1 de enero de 2017, mediante la Ley 5688 del Sistema Integral de Seguridad Pública, sancionada el 17 de noviembre de 2016, se produjo el traspaso parcial ( o en algunos casos de la totalidad) del personal de las superintendencias de Seguridad Metropolitana, Bomberos, Policía Científica, Investigaciones Federales, Aviación Federal y de Tecnologías de la Información y Comunicaciones a la nueva Policía de la Ciudad, otorgando así las funciones de policía local, al ámbito exclusivo de dicha Ciudad, en conjunto con la totalidad del personal de la ex Policía Metropolitana, de modo que la Policía Federal vio reducido sus efectivos a la mitad y quedando los mismos asignados sólo a delitos federales en todo el territorio nacional.

#### Policía de Investigaciones
A pocos días de la Asunción del presidente Alberto Fernández, la recién nombrada ministra de seguridad Sabina Frederic anunció la creación de una Policía de Investigaciones para delitos especiales (con una estructura similar a la del FBI de los Estados Unidos), dependiente de la Policía Federal.

## Organización
La Policía Federal se encarga de la investigación de delitos que abarcan la jurisdicción de todo el territorio nacional, así como los delitos de ámbito exclusivamente federal, contándose entre ellos el narcotráfico, lavado de activos, los delitos ambientales y la trata de personas.  
Cuenta además con un Cuerpo de Inteligencia Criminal, así como con el Instituto Universitario de la Policía Federal Argentina, que proporciona formación universitaria en derecho, criminalística y seguridad, entre otras áreas cognitivas.
Su organización está dividida en 11 superintendencias de las cuales dependen el resto de las dependencias policiales, además de contar con 6 Direcciones Generales autónomas. Actualmente la Fuerza está a cargo del jefe de Policía, comisario general Luis Alejandro Rollé y del subjefe de Policía, comisario general Mariano Giuffra.

### Escala jerárquica y grados
Su escala jerárquica se divide en dos escalafones, similares a los de las Fuerzas Armadas del mundo, oficiales y suboficiales:
Oficiales
- Oficiales superiores.
  - Comisario general.
  - Comisario mayor.
  - Comisario inspector.
- Oficiales jefes.
  - Comisario.
  - Subcomisario.
- Oficiales subalternos.
  - Principal.
  - Inspector.
  - Subinspector.
  - Ayudante.

Suboficiales
- Suboficiales Superiores:                                                                     
  - Suboficial mayor.
  - Suboficial auxiliar.
  - Suboficial escribiente.
  - Sargento 1.º
- Suboficiales Subalternos:
  - Sargento.
  - Cabo 1.º.
  - Cabo.
- Agente-bombero (bomberos).

### Superintendencias y Direcciones Generales Autónomas
A su vez, la institución está constituida por distintas superintendencias y direcciones generales, las cuales poseen tareas específicas. Estas son:
- Superintendencia de Administración

- Superintendencia de Agencias Federales

- Superintendencia de Bienestar

- Superintendencia de Desarrollo Profesional

- Superintendencia de Drogas Peligrosas

- Superintendencia de Investigaciones Federales

- Superintendencia de Seguridad y Custodia

- Superintendencia Federal de Bomberos

- Superintendencia Federal de Intervención Territorial

- Superintendencia Federal de Tecnologías de la Información y Comunicaciones

- Superintendencia Federal de Transporte

- Dirección General de Asuntos Jurídicos

- Dirección General de Aviación Federal

- Dirección General de Cooperación Policial Internacional

- Dirección General de Inteligencia Criminal

- Dirección General de Planeamiento y Desarrollo Estratégico

- Dirección General de Secretaría General

- Departamento Federal de Investigaciones

### Fuerzas de Operaciones Especiales (FOE)

#### Grupo Especial de Operaciones Federales (GEOF)
Es un Departamento de operaciones especiales perteneciente a la Policía Federal Argentina entrenada estratégicamente para llevar a cabo misiones antiterroristas y antinarcóticos. Además se encarga de brindar protección a jefes de Estado que visiten el país; y actúa en situaciones de rescate de rehenes. Está conformado por un grupo élite de acción rápida que es llamado para resolver las situaciones más delicadas que los policías convencionales no pueden resolver, tales como tomas de rehenes, redadas de alto riesgo, etcétera.

#### Grupo Especial Uno (GE-1)
Es un Departamento de asalto táctico de la Policía Federal. Depende directamente de la FOE, y su lema es Nihil Obstat (Nada Impide). En 1988 se convirtió oficialmente en el primer equipo de reducción de la Policía Federal. En 1994 fue creado el GEOF y el GE-1 fue disuelto.El Superintendente de Seguridad Metropolitana reactivó la unidad en 2002. El grupo se convirtió en apoyo del GEOF, el curso dura dos meses, mientras que el del GEOF dura cuatro meses.

### Oficina Central Nacional de INTERPOL (OCN)
En 1958, se creó la Sección Interpol; en enero de 1962 comenzó a trabajar la Oficina Central Nacional de Interpol (OCN). Esta organización internacional se centra en la seguridad pública, terrorismo, crimen organizado, tráfico de drogas, tráfico de armas, tráfico de personas, lavado de dinero, pornografía infantil, crímenes económicos y corrupción.

### Cuerpo Federal de Aviación
La Dirección General de Aviación Federal de la Policía Federal Argentina es el elemento aéreo de esta fuerza. Cuenta con aeronaves multipropósito para funciones sanitarias, de transporte VIP, búsqueda, patrullaje, combate contra incendios, rescate y operaciones tácticas. Su base operativa es el helipuerto de Isla Demarchi (Helipuerto Dársena Sur).
La lista de helicópteros utilizados por la Dirección General de Aviación Federal durante su historia es la siguiente:
- H1 a H5 MBB Bo 105. Fueron los primeros helicópteros utilizados por la PFA y adquiridos en 1972.
- H6 LQ-AOF MBB Bo 105 Incorporado en 1981. Dado de baja en 2009. Primer aeronave del Cuerpo donada al Museo Nacional de Aeronáutica.
- H7 LQ-ARV MBB Bo 105 Helicóptero transferido en el año 2016 a la Policía de la Ciudad de Buenos Aires.
- H8 LQ-WFO MBB Bo 105. Este es uno de los 8 helicópteros adquiridos en 1972. Fue transferido en el año 2016 a la Policía de la Ciudad de Buenos Aires.
- H9 LQ-WJW MBB/Kawasaki BK 117. Este es un helicóptero adquirido en 1995 que se utiliza actualmente como transporte sanitario.
- H10 LQ-WLL Era un Eurocopter AS365  Dauphin 2. Esta aeronave fue adquirida en 1995 y transferida a la Prefectura Naval Argentina en 2003.
- H11 LQ-BXI Airbus Eurocopter EC135 . Primer helicóptero de este modelo adquirido a Eurocopter en 2009.
- H12 LQ-CQN Airbus Eurocopter EC135 T2+. El segundo EC135 fue adquirido en 2009. Fue transferido en el año 2016 a la Policía de la Ciudad de Buenos Aires.
- H13 LQ-FPP Airbus Eurocopter EC145 El primer EC145 fue adquirido en 2013. Pintado totalmente de blanco. Es utilizado como transporte VIP y operaciones especiales.
- H14 LQ-FQG Airbus Eurocopter EC135 T2+. Un tercer helicóptero EC135 fue adquirido en 2013. Esta unidad está equipada con sistemas de visión nocturna, cámara giro-estabilizada y faro de búsqueda, sistemas de Piloto Automático "Full IFR - Single Pilot" que le permiten volar con un solo piloto sin ninguna visibilidad y aterrizar en forma automática con los sistemas ILS de los aeropuertos, de la misma forma que un avión de aerolínea. Además está dotado con grúa de rescate, bamby buckett para la lucha contra incendios y transporte externo de cargas.
- H15 LQ-FQH Airbus Eurocopter EC145. Esta es una de las nuevas aeronaves adquiridas en 2014 con capacidad multifunción. Es utilizada en diversidad de misiones, desde transporte VIP hasta operaciones tácticas especiales.
- H16 LQ-HVA Airbus Helicopters H145. Incorporado en 2018, su principal función es el patrullaje, aunque es multipropósito. Cuenta entre su equipamiento especial con una cámara con sensor giro-estabilizado FLIR Ultra Force 350HD, capaz de identificar objetivos en alta definición. Además, la misma cuenta con un sensor térmico.[17][18]
- H17? LQ-HWN Airbus Helicopters H155 (Eurocopter EC155). Esta es una de las dos nuevas aeronaves Airbus adquiridas en 2018 por el Ministerio de Seguridad. Esta aeronave esta pintada con los colores celeste y blanco y lleva el nombre de la República Argentina y del Ministerio de Seguridad de la Nación. Lo vuelan pilotos de la PFA pero esta a disposición del Ministerio de Seguridad y la Agrupación Aérea Presidencial. El Airbus H-155 puede cumplir funciones de transporte privado y de patrullaje para fuerzas de seguridad y cuenta con capacidad para 19 pasajeros.

Además, el Escuadrón Aéreo dispone de una flota de aviones para transporte VIP, sanitario y entrenamiento de nuevos pilotos. Actualmente cuenta en su flota con un total de seis aviones. El Escuadrón Aéreo posee las siguientes aeronaves:
- Cessna C421A. Utilizado para transporte Sanitario.
- Cessna Citation C-500
- Cessna C310N
- Cessna P206C
- Cessna A182L
- Viking DHC-6-400 Twin Otter. Matrícula LV-JKE. Adquirido en octubre de 2019, sus funciones son: búsqueda y salvamento; evacuaciones aeromédicas; traslado de detenidos, personal y materiales; y lucha contra incendios.[19] Es el primer avión que adquiere la fuerza desde el año 1973.

El Cessna 421 (PF21) matrícula LQ-JLY se accidentó en mayo de 2017 cerca de San Vicente, Provincia de Buenos Aires.

### Inventario Actual
| Modelo              | Procedencia    | Usos                                                                                             | Versión               | Cantidad de unidades |
| ------------------- | -------------- | ------------------------------------------------------------------------------------------------ | --------------------- | -------------------- |
| MBB/Kawasaki BK 117 | Alemania Japón | Transporte Sanitario                                                                             | MBB/Kawasaki BK 117   | 1                    |
| Eurocopter EC135    | Francia        | Patrulla                                                                                         | Eurocopter EC135      | 2                    |
| Eurocopter EC145    | Francia        | Transporte VIP y operaciones especiales                                                          | Eurocopter EC145      | 3                    |
| Eurocopter EC155    | Francia        | Transporte privado y Patrullaje                                                                  | Eurocopter EC155      | 1                    |
| Robinson R44        | Estados Unidos | Entrenamiento de Pilotos de Helicóptero                                                          | Robinson R44          | 1                    |
| DHC-6 Twin Otter    | Canadá         | Búsqueda y salvamento, Evacuaciones aeromédicas, Traslado de detenidos, y lucha contra incendios | DHC-6-400             | 1                    |
| Cessna Citation     | Estados Unidos | Evacuaciones aeromédicas y Traslado VIP                                                          | Cessna Citation C-500 | 1                    |
| Cessna 182          | Estados Unidos | Entrenamiento de Pilotos y Patrullaje                                                            | Cessna A182L          | 2                    |

### Equipamiento y movilidad

#### Vehículos
- Ford Focus: Intervención policial.
- Fiat Siena: Intervención policial.
- Volkswagen Polo Classic: Intervención policial.
- Ford Ranger: Intervención policial.
- Chevrolet Classic: Intervención policial.
- Iveco Daily: Transporte y comunicaciones.
- Mercedes-Benz Sprinter: Transporte y comunicaciones.
- BDX: Transporte blindado.
- Dongfeng CSK-131: Transporte blindado.[21]

#### Armas[22][23]
Pistolas
- Glock 17
- Beretta 92
- Bersa TPR9
- FN Browning Hi-Power 9mm
- Bersa Thunder 9
- Bersa Thunder 9 PRO
- Heckler & Koch USP
- Taurus PT 809e

Subfusiles
- Heckler & Koch MP5
- FMK-3
- Uzi
- Halcón ML-63

Fusiles de asalto
- FN FAL
- Heckler & Koch HK33
- SG 552 Commando
- IWI ACE-N 22

Escopetas
- Remington 870
- Taurus St 12
- Ithaca 37

Ametralladoras
- FN MAG
- FN Minimi
- IWI Negev

Fusiles de francotirador
- M24 SWS
- M110 SASS
- H-S Precision HTR

## Departamento Central de la Policía Federal Argentina
El Departamento Central de la Policía Federal Argentina es el edificio donde se encuentra la jefatura operativa y el centro administrativo de la Policía Federal. Es considerado Monumento Histórico Nacional por la Comisión Nacional de Monumentos, de Lugares y de Bienes Históricos.

### Ubicación
Ocupa toda la manzana entre la Avenida Belgrano y las calles Moreno, Virrey Cevallos y Presidente Luis Sáenz Peña en el barrio de Montserrat, de la Ciudad Autónoma de Buenos Aires. Su dirección real es Calle Moreno número 1550.

### Historia
Entre el año 1868 y 1881, se llevaron a cabo las gestiones para la construcción del edificio. Anteriormente, funcionaban en el Cabildo. Finalmente, en 1884 se realizó el contrato con el arquitecto Buschiazzo, dirigiendo la obra el arquitecto Francisco Tamburini, la cual se realizó en los años posteriores

### Estructura
El Departamento Central de la Policía, consta de unos 12127.5 m², tres pisos sobre la altura de la calle, y ocupa toda la manzana, exceptuando algunos espacios para estacionamientos y un pequeño patio. Posee una gran entrada principal, ricamente ornamentada (sobre la calle Moreno), y otras tres más en cada una de las caras del edificio. El edificio es de un marcado estilo italiano. Tres de las cuatro caras de la construcción presentan una combinación de colores pasteles amarillo, blanco y amarillo oscuro, enfatizando el aspecto barroco del mismo. Las cuatro fachadas están ricamente ornamentadas.
En la entrada de la calle Moreno, una inscripción reza “Departamento de la Policía Federal”, acompañado de un emblema en la parte superior del edificio, compuesto de un grupo escultórico: el Escudo Nacional, custodiado por dos figuras femeninas alegóricas que representan: a la derecha, La Ley llevando un libro con la inscripción "LEX" en su portada, y a la izquierda, la figura que se apoya en una espalda simbolizando a la institución como su brazo armado. Pueden verse también en distintos lugares imágenes de gallos, animal que representa el escudo de la Policía Federal, dando entender la constante vigilancia.
Dentro del edificio, se encuentra un patio central con una fuente y varias palmeras, lo que le daría el nombre de “Patio de las Palmeras”. A su vez, un monumento al primer Jefe de Policía de la Capital, D. Marcos Paz, que fue inaugurado el 9 de mayo de 1914, además de retratos de todos los demás Jefes de Policía de la institución hasta el día presente.
En una de sus esquinas, entre la Av. Belgrano y Virrey Cevallos, se encuentra el patio “Guardia de Infantería”, con varios elementos antiguos de la policía y del barrio.
En el 2013, el 67% de los hechos de fuerza que involucraron a funcionarios de la Policía Federal Argentina, ocurrieron fuera de las horas de servicio, lo que ayudó a incrementar la desconfianza de la población respecto a las fuerzas de seguridad, comúnmente percibidas como agresivas y reactivas.[cita requerida]
El Ministerio de Seguridad de Argentina diseñó una intervención dirigida a los agentes policiales de Buenos Aires, que consistió en un taller de capacitación que buscaba reforzar diversas técnicas para manejar situaciones de crisis. Los resultados indican que la capacitación fue efectiva en dotar a los agentes con herramientas de percepción y manejo de riesgo. Asimismo, disminuyó la fracción de agentes de acuerdo con accionar el arma para detener a un sospechoso, así como la probabilidad de que estos hicieran uso de la fuerza.

## Nómina de jefes de Policía
|  | Comisario General                      | Periodo                                            |
|  | -------------------------------------- | -------------------------------------------------- |
|  | Agustín Emilio Ramírez                 | 8 de enero de 1944 - 24 de octubre de 1945         |
|  | Juan Filomeno Velazco                  | 24 de octubre de 1945 - 7 de julio de 1947         |
|  | Arturo Bertollo                        | 7 de julio de 1947 - 28 de agosto de 1952          |
|  | Miguel Gamboa                          | 31 de diciembre de 1952 - 16 de septiembre de 1955 |
|  | José Antonio Dellepiane                | 23 de septiembre de 1955 - 1 de mayo de 1958       |
|  | Ezequiel Niceto Vega                   | 8 de mayo de 1958 - 16 de septiembre de 1960       |
|  | Recaredo Ernesto Vázquez               | 16 de septiembre de 1960 - 23 de marzo de 1962     |
|  | Carlos Alberto Muzio                   | 23 de marzo de 1962 - 22 de noviembre de 1963      |
|  | Mario Adolfo Fonseca                   | 22 de noviembre de 1963 - 8 de junio de 1970       |
|  | Jorge Esteban Cáceres Monié            | 8 de junio de 1970 - 18 de abril de 1972           |
|  | Alberto Samuel Cáceres                 | 18 de abril de 1972 - 25 de mayo de 1973           |
|  | Heraclio Robustiano Antonio Ferrazzano | 11 de junio de 1973 - 24 de septiembre de 1973     |
|  | Miguel Ángel Iñíguez                   | 24 de septiembre de 1973 - 10 de mayo de 1974      |
|  | Alberto Villar                         | 11 de mayo de 1974 - 1 de noviembre de 1974        |
|  | Luis Margaride                         | 8 de noviembre de 1974 - 18 de agosto de 1975      |
|  | Omar Enrique Pinto                     | 18 de agosto de 1975 - 6 de febrero de 1976        |
|  | Albano Harguindeguy                    | 6 de febrero de 1976 - 24 de marzo de 1976         |
|  | Cesáreo Ángel Cardozo                  | 4 de abril de 1976 - 18 de junio de 1976           |
|  | Arturo Amador Corbetta                 | 23 de junio de 1976 - 6 de julio de 1976           |
|  | René Edmundo Ojeda                     | 13 de julio de 1976 - 9 de marzo de 1979           |
|  | Juan Bautista Sasiaiñ                  | 9 de marzo de 1979 - 7 de enero de 1982            |
|  | Luis Santiago Martella                 | 7 de enero de 1982 - 4 de octubre de 1982          |
|  | Juan Bautista Sasiaiñ                  | 4 de octubre de 1982 - 10 de diciembre de 1983     |
|  | Antonio Di Vietri                      | 10 de diciembre de 1983 - 10 de julio de 1986      |
|  | Juan Ángel Pirker                      | 10 de julio de 1986 - 13 de febrero de 1989        |
|  | Raúl Oscar Acosta                      | 13 de febrero de 1989 - 8 de julio de 1989         |
|  | Jorge Luis Passero                     | 8 de julio de 1989 - 20 de julio de 1994           |
|  | Adrián Juan Pelacchi                   | 20 de julio de 1994 - 18 de septiembre de 1997     |
|  | Pablo Baltazar García                  | 18 de septiembre de 1997 - 10 de diciembre de 1999 |
|  | Rubén Santos                           | 10 de diciembre de 1999 - 20 de diciembre de 2001  |
|  | Roberto Giacomino                      | 24 de diciembre de 2001 - 2 de octubre de 2003     |
|  | Eduardo Prados                         | 7 de octubre de 2003 - 22 de julio de 2004         |
|  | Néstor Valleca                         | 22 de julio de 2004 - 16 de diciembre de 2010      |
|  | Enrique Capdevilla                     | 16 de diciembre de 2010 - 13 de diciembre de 2012  |
|  | Román Di Santo                         | 13 de diciembre de 2012 - 10 de marzo de 2016      |
|  | Nestor Roncaglia                       | 14 de marzo de 2016 - 10 de diciembre de 2019      |
|  | Juan Carlos Hernández                  | 3 de enero de 2020 - 14 de diciembre de 2023       |
|  | Luis Alejandro Rolle                   | 14 de diciembre de 2023 - en el cargo              |

## Bicentenario
Durante la semana de la Policía Federal Argentina en octubre de 2021, se llevaron a cabo en todo el país los festejos por el bicentenario de la institución.
Con la participación del Ministerio de Seguridad de la Nación y las fuerzas de seguridad federales y provinciales se desarrollaron varios actos entre los que se destaca el acto central llevado a cabo en la Escuela de Cadetes “Comisario General Juan Ángel Pirker” en el que se reconoció la labor de los efectivos policiales en actos destacados del servicio, culminando con un desfile del que participaron todas las áreas de la institución.

#### Estampilla Conmemorativa
En ese marco Correo Argentino se sumó a los festejos y dedicó una emisión postal a la Policía Federal Argentina, la cual fue presentada oficialmente en el Salón Dorado del Departamento Central de la PFA en un acto presidido por el entonces comando institucional, con la participación del director general Ejecutivo de Correo Argentino y el presidente de la Casa de la Moneda.
La pieza postal muestra una fotografía del Departamento Central de Policía, fusionada con la bandera argentina y el número 200, en referencia al aniversario. La estampilla también contiene la imagen de un gallo, emblema institucional de la PFA desde sus inicios.
En ese acto se entregó además, una medalla conmemorativa acuñada por la Casa de la Moneda.